# جون راسيل (لاعب كرة سلة)
جون راسيل (31 مايو 1902 ببروكلين في الولايات المتحدة - 15 نوفمبر 1973 في الولايات المتحدة) (بالإنجليزية: John Russell) هو مدرب كرة سلة ولاعب كرة سلة أمريكي في مركز هجوم خلفي. لعب مع شيكاغو بيرز.

## وصلات خارجية
- جون راسيل على موقع سبورتس رفرنس (الإنجليزية)
- جون راسيل على موقع كلية كرة السلة في سبورتس رفرنس.كوم (الإنجليزية)